# 間隔反復

ライトナーシステムは、正しく答えられたカードは次の（参照頻度が少ない）箱に移し、間違えたカードは、最初の（最も参照頻度が多い）箱に戻す。

間隔反復（かんかくはんぷく、英: spaced repetition）、分散学習（ぶんさんがくしゅう、英: spaced learning）、間隔伸張法、間隔をあけた復習とは、前の学習から、その学習内容の復習までの間隔を延ばしてゆくことにより、心理学の間隔効果を利用して効果をあげる学習技術である。
この原理は多くの分野において有効であるが、間隔反復は、学習者が非常に多くの事柄を長期に記憶しなければならない分野に適用されることが多い。第二言語習得の分野での語彙の習得に、この手法が適しているのは、この分野が対象とするいわゆる開いたクラスの単語数が膨大であるからである。 

## 研究および応用
間隔反復を利用して、学習効果を上げるという概念を提唱した初期のものの一つは、C. A. Maceが1932年に書いた”Psychology of Study”がある。　1939年には、 米国のH. F. Spitzerがアイオワ州の６年生を対象に、科学知識の習得に間隔反復の効果を実験している。 Spitzerの実験は、3600人のアイオワ州の生徒に対して、間隔反復が効果があることを実証した。これらの初期の成果は何故か注目されず、 1960年代に、Melton and Landauer & Bjork,などの認知心理学者が、反復のタイミングの操作により記憶喚起を改善する試みをするまで、目立った動きは無かった。同時期に、”Pimsleur language courses”が、間隔反復の語学学習への実際的応用の草分けとなった。また、1973年には、Sebastian Leitnerが、単語帳をベースとした汎用の間隔反復学習システムとして、"ライトナーシステム"を開発した。
当時は、間隔反復学習は主に単語帳として実装された。しかし、実用的な学習には数千の単語カードが必要であるため、管理、処理は労力を要した。1980年代となり、パーソナルコンピュータの利用が広まると、間隔反復は、コンピュータ支援言語学習ソフトウェアをベースとしたソリューションとして実現されるようになる。これらのソフトウェアの目標は、学習者のパフォーマンスに合わせて間隔反復を最適化することであった。 ユーザが所定の目標（例えば、一定の期間に、教材の90%を正しく解答できる。）を達成できるように、ソフトウェアが反復間隔や学習量を調節するというものである。また、難しい内容は易しい内容よりも頻繁に出題する。ここで、難しさとは、ユーザが正しい解答が出来たかどうかで判断する。
間隔反復をスケジュールするアルゴリズムには幾つかの種類がある。:
- ニューラルネットワークをベースにしたもの
- ライトナーシステム: 5段階、もしくは任意の段階
- SM-familyのアルゴリズム (SuperMemo（英語版）):Piotr Woźniak が考案した手法で SM-0 (紙とペンで実装し1985年に発表)から SM-18 (2019年5月) まである[7]。

ある研究によれば、復習間隔の厳密な長さは、アルゴリズムの効果に大きな影響はないとする。 一方で、間隔は（拡大間隔と固定間隔との対比も含めて）重要であるとする研究もあり、現時点では、実験データも含めて結論に至っていない。また、最初の学習は短い間隔で学習することが効果があるという実験もあり、最初に記憶するまでの反復学習はその後のスケジュールアルゴリズムに反映しないソフトウェアもある。
また、記憶障害のリハビリテーションにおいても、本方法が効果的であることが指摘されている。

## ソフトウェア
多くの間隔反復ソフトウェア(spaced repetition software; SRS)は、単語帳を用いる学習形態をモデルとしている。記憶する項目は、問題と解答のペアとして保存される。そのペアが学習される時、問題部分が画面に表示され、ユーザは解答を促される。解答した後、ユーザは自ら解答を表示して、プログラムに問題の難易度を主観的に告げる。プログラムは、その間隔反復アルゴリズムによって、そのペアの次の学習時期を決定する。もし、このようなソフトウェアが無いと、ユーザは単語帳のスケジュール管理を手で行わなければならず、ライトナーシステムのような単純化したものを利用するしか方法はなかった。
これらのソフトウェアの多くには以下のような機能が追加されていることが多い:
- 問題や解答に音声ファイルが利用でき、音声での単語、文章認識の訓練が可能。
- 問題解答ペアの自動生成。（例えば、語彙の習得には、単語の文字表記、その発音、その意味の3つが必要であるが、これらを一度入力すると自動的にペアを生成してくれるのは有用である。）
- 追加情報の自動取得。例えば、例文や辞書参照の自動化。
- 間隔反復とソーシャルネットワーク、コミュニティー連携。例えば、作成した単語帳の共有など。

実装例:
- Anki
- ankimono
- Course Hero（英語版）
- Duolingo
- engram
- LearnThatWord（英語版）
- Memrise（英語版）
- MochiMochi
- Mnemosyne
- OpenCards（英語版）
- P-Study System
- Skritter（英語版）
- SuperMemo（英語版）

さらに詳しい単語帳ソフトウェアの情報（間隔反復の有無も含め）は、 単語帳ソフトウェアのリスト（英文）を参照。

## 参照
1. ↑  "Human Memory: Theory and Practice", Alan D. Baddeley, 1997
2. ↑  Spitzer, H. F. (1939). Studies in retention. Journal of Educational Psychology, 30, 641–657.
3. ↑  Melton, A. W. (1970). The situation with respect to the spacing of repetitions and memory. Journal of Verbal Learning and Verbal Behavior, 9, 596–606.
4. ↑  Landauer, T. K., & Bjork, R. A. (1978). Optimum rehearsal patterns and name learning. In M. Gruneberg, P. E. Morris, & R. N. Sykes (Eds.), Practical aspects of memory (pp. 625–632). London: Academic Press.
5. ↑  ポール・ピムスラーは1967年に"Graduated-interval recall"を発表した。それは、音声での外国語学習に適用された。間隔は、5秒、25秒、2分、10分、1時間、5時間、1日、5日、25日、4ヶ月、2年であった。幾つかのオープンソースプロジェクトで使われている。(Gradint、　PimSched)
6. ↑  #ソフトウェアを参照
7. ↑  The true history of spaced repetition - SuperMemo.com
8. ↑  Cull, W. L. (2000). Untangling the benefits of multiple study opportunities and repeated testing for cued recall. Applied Cognitive Psychology, 14, 215–235.
9. 1 2  Chapter 6:Is Expanded Retrieval Practice a Superior Form of Spaced Retrieval?, A Critical Review of the Extant Literature, DAVID A. BALOTA, JANET M DUCHEK, and JESSICA M. LOGAN
10. ↑  クモ膜下出血後の記憶障害患者に対する間隔伸張法を中心とした作業療法 - 永井善大、東登志夫、石橋仁宏[他]、古関友美、三代貴康